# (500323) 2012 RE43
(500323) 2012 RE43 es un asteroide perteneciente al cinturón de asteroides, descubierto el 13 de agosto de 2012 por el equipo del Pan-STARRS desde el Observatorio de Haleakala, Hawái, Estados Unidos.

## Designación y nombre
Designado provisionalmente como 2012 RE43.

## Características orbitales
2012 RE43 está situado a una distancia media del Sol de 3,056 ua, pudiendo alejarse hasta 3,321 ua y acercarse hasta 2,790 ua. Su excentricidad es 0,086 y la inclinación orbital 9,757 grados. Emplea 1951,57 días en completar una órbita alrededor del Sol.
Los próximos acercamientos a la órbita de Júpiter se producirán el 12 de abril de 2034, el 21 de diciembre de 2043 y el 4 de octubre de 2092, entre otros.

## Características físicas
La magnitud absoluta de 2012 RE43 es 16,5.